# 室蘭工業専門学校 (旧制)
| 室蘭工業専門学校 （室蘭工専） | 室蘭工業専門学校 （室蘭工専） |
| ----------------------------- | ----------------------------- |
| 創立                          | 1939年                        |
| 所在地                        | 北海道室蘭市                  |
| 初代校長                      | 吉町太郎一                    |
| 廃止                          | 1951年                        |
| 後身校                        | 室蘭工業大学                  |
| 同窓会                        | 室蘭工業大学同窓会            |

室蘭工業専門学校 （むろらんこうぎょうせんもんがっこう） は、1939年 （昭和14年） に創立された官立の旧制専門学校。創立時の名称は 「室蘭高等工業学校」 （略称： 室蘭高工）。

## 概要
- 戦時体制下の技術者拡充を図るため、1939年に増設された官立高等工業学校 7校の一つ （他の 6校は、盛岡、多賀、大阪、新居浜、宇部、久留米）。
- 室蘭高工創立時は、本科 （修業年限3年） に機械科・電気科・工業化学科・採鉱科・冶金科を設置した。
- 第二次世界大戦中の1944年に室蘭工業専門学校と改称された。
- 学制改革で北海道大学附属土木専門部と合併し、新制室蘭工業大学となった。
- 同窓会は 「室蘭工業大学同窓会」 と称し、新制大学卒業者と合同の会となっている。

## 沿革

### 室蘭高等工業学校時代
- 1939年3月31日： 文部省、高等工業学校増設 7校を発表。室蘭市への設置決定。
- 1939年5月22日： 文部省直轄諸学校官制改正で室蘭高等工業学校設置 （勅令第336号）。
- 1939年7月： 24日、仮校舎で第1回入学式。27日、授業開始。
  - 本科 （修業年限3年） に機械科・電気科・工業化学科・採鉱科・冶金科を設置。
- 1939年8月： 27日から 4日間、水元町新校舎の敷地地均し作業 （第1回集団勤労奉仕）。
  - 同年10月にも第2回集団勤労奉仕を実施。
- 1940年10月15日： 寄宿舎 「明徳寮」 竣工。
- 1941年2月18日： 校歌制定。『大陸及び南洋に』 （土井晩翠 作詞、東京音楽学校 作曲）
- 1941年3月15日： 新校舎竣工。
- 1941年11月3日： 第1回記念祭を挙行。
  - 寮歌 『荒涼北州秋たけて』 発表 （田中館敬橘 作詞、藤岡啓一 作曲）。
- 1941年12月26日： 第1回卒業式。
  - 戦時措置による繰上卒業 （1942年から1945年は9月卒業）。
- 1943年1月22日： 明徳寮、第4・5・6寮を焼失。
  - 日本製鐵中島寮・日鋼茶津寮に間借り。1944年3月、復旧。
- 1943年秋： 寮歌 『北斗の光』 発表 （入江伸 作詞作曲）。

### 室蘭工業専門学校時代
- 1944年4月： 室蘭工業専門学校と改称 （3月28日勅令第165号）。
- 1945年4月： 工業教員養成所を附設 （機械科・電気科・工業化学科・採鉱冶金科）。
  - 修業年限3年、旧制中学校卒業者対象。
- 1949年5月31日： 新制室蘭工業大学発足。
  - 室蘭工専は北海道大学附属土木専門部と共に包括された。
  - 工学部当初の設置学科： 電気工学科・工業化学科・鉱山工学科・土木工学科。
- 1950年1月3日： 校舎5棟ほかを焼失。寮の一部を教室に改造。
- 1951年3月31日： 旧制室蘭工業専門学校、廃止 （法律第84号）。

## 歴代校長
- 初代： 吉町太郎一 （1939年5月 - 1943年10月）
  - 北海道帝国大学名誉教授
- 第2代： 森慶三郎 （1943年10月 - 1948年8月）
  - 前・金沢高等工業学校校長
- 第3代： 井口鹿象 （1948年8月 - 1951年3月）
  - 前・北海道大学附属土木専門部長。新制室蘭工業大学 初代学長

## 校地の変遷と継承
室蘭高工創立当初、室蘭市水元町の本校舎は建設途上だったため、北海道庁立室蘭商業学校 （後の北海道室蘭商業高等学校） 校舎を仮校舎として使用した。翌1940年、まず寄宿舎 （明徳寮） が竣工し、1941年に校舎も竣工し、仮校舎から移転した。水元校地は新制室蘭工業大学に継承され、現在に至っている。
附設工業教員養成所は、新制室蘭工業大学で工業教員養成課程として復活した。

## 著名な出身者
- 田下和男 - 工学者、北海学園北見大学名誉教授
- 武田圭策 - 元北海道文化放送社長
- 都築誠毅 - 元第一鉄鋼産業代表取締役会長、元室蘭商工会議所副会頭、室蘭市特別功労者表彰受賞
- 佐久間安世 - 商学者、中小企業診断士、札幌学院大学・北海道情報大学元教授

## 関連書籍
- 室蘭工業大学創立記念事業会（編）　『室蘭工業大学百年』　室蘭工業大学創立記念事業会、1990年12月。